# Jerko Bažovka
Jerko Bažovka (Hrvace, -? Split), povijesna osoba iz Splita iz ranog 20. stoljeća, koji je, prema riječima Lepe Smoje, udovici Miljenka Smoje, poslužio kao lik Strikana, škovacina u Velom mistu kojega je utjelovio Špiro Guberina.
Jerko Bažovka bio je rodom iz Hrvaca, odakle je dolazila većina radne snage za splitsku čistoću, a u Split je došao raditi kao škovacin (smetlar). Opjevan i u klapskoj pjesmi Jere Škovacin.